# Bulle Rock
Bulle Rock (né vers 1709), parfois appelé Bulle Rocke ou Bullyrock, est considéré comme le premier étalon Pur-sang amené en Amérique. Il est importé en 1730, à l'âge de 21 ans. De robe bai, c'est un fils présumé du Darley Arabian et d'une jument par le Byerley Turk, bien que sa lignée maternelle soit remise en question par certaines sources. 

## Sources et dénomination
Bulle Rock n'est pas mentionné dans le General Stud Book britannique, qui n'existait pas au moment de sa naissance, et, bien que le volume 1 révisé mentionne certains fils du Darley Arabian, Bulle Rock n'en fait pas partie, une omission peut-être due au compilateur James Weatherby qui n'avait aucune connaissance de ses origines maternelles. Le Turf Register de Pick fait référence à un « Bullyrock », par le Darley Arabian, issu d'une « jument indifférente » qui, selon le journal The Sportsman, était « évidemment le même cheval ». Le nom dérive de la littérature du XVIe siècle et XVIIe siècle, dans laquelle cela signifiait « compagnon d'aubaine ». L'expression my Bully Rooke est utilisé par Falstaff dans Les Joyeuses Commères de Windsor (Merry Wives of Windsor), de Shakespeare.

## Histoire
Bulle Rock est né en Angleterre vers 1709. L′America Race-turf Register d'Edgar et le Sportsman's Herald and General Stud Book de 1833 sont crédités d'avoir « préservé sa renommée », car d'autres sources ne le mentionnent qu'après cette date. Edgar donne une date de naissance pour Bulle Rock en 1718, une date répétée dans l′American Turf Register and Sporting Magazine de 1834, mais étant donné que son record en course a eu lieu avant cette année, la date de 1709 semble plus crédible. Plus tard, Edgar semble avoir concédé cette erreur, demandant un amendement à l′American Turf Register en 1835, concluant qu'il devait avoir été pouliné « vers l'année 1707 ». Les informations de source primaire à propos de ce cheval sont rares. Des publicités contemporaines pouvaient être trouvées dans les vieux journaux de Virginie à un moment donné, mais en 1929, lorsque Fairfax Harrison les a recherchées, elles étaient perdues. 
Pendant la carrière de course de Bulle Rock en Angleterre, il appartenait en partie au comte de Huntingdon et en partie à M. Metcalfe. Sa carrière sur piste a duré six ans, à commencer par le Ladies' Plate tenu à York en 1713, où il a terminé quatrième, battu par Careless. L'année suivante, il a terminé deuxième de la même course et en 1715, et deuxième de deux courses, dont la Royal Gold Cup à York, dans laquelle il a été battu par Brocklesby. Il a finalement enregistré une victoire en 1716, complétant quatre manches de quatre milles chacune, en remportant deux d'entre elles. Il a enregistré une troisième place en 1717 et une deuxième en 1718. 

## Descendance
Bulle Rock a été importé en Amérique par un marin marchand du nom de James Patton, et appartenait à Samuel Gist du comté de Hanover, en colonie de Virginie. Bulle Rock était considéré comme un cheval âgé au moment où il est arrivé en Amérique, mais il s'est accouplé à au moins 39 juments anglaises ou espagnoles, et les pouliches qu'il a obtenues ont été à leur tour accouplées avec d'autres étalons anglais importés. Sa réputation s'est construite par les descendants d'une de ses filles, propriété du Belair Stud.